# 马戈阿尔
马戈阿尔（法語：Magoar，法語發音：[maɡwaʁ]）是法国阿摩尔滨海省的一个市镇，位于该省西部，属于甘冈区。

## 地理
马戈阿尔（48°23'48"N, 3°11'13"W）面积7.79 平方千米，位于法国布列塔尼大區阿摩尔滨海省，该省份为法国西北部沿海省份，位于布列塔尼半岛北部，北濒大西洋英吉利海峡，西接菲尼斯泰尔省，南至莫尔比昂省，东临伊勒-维莱讷省。
与马戈阿尔接壤的市镇（或旧市镇、城区）包括：布尔布里亚克、凯里安、凯尔佩尔、朗里万、普莱西迪。

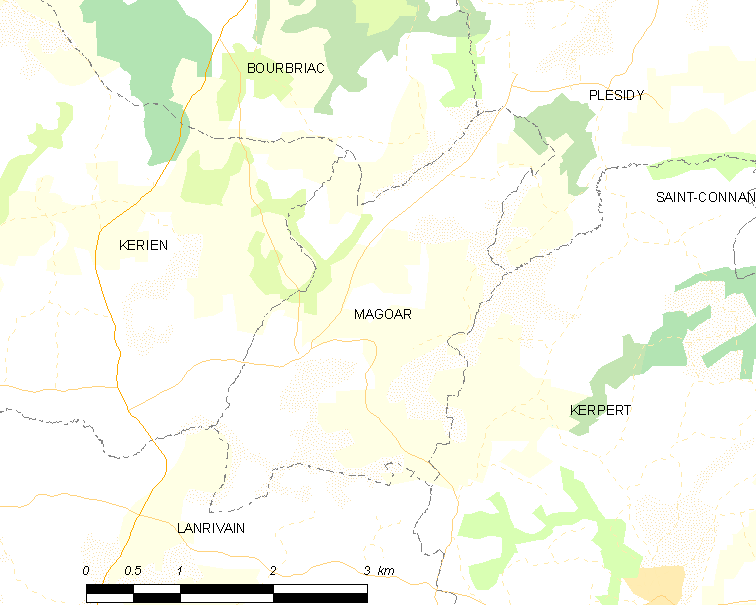
马戈阿尔的OSM定位图

马戈阿尔的时区为UTC+01:00、UTC+02:00（夏令时）。

## 行政
马戈阿尔的邮政编码为22480，INSEE市镇编码为22139。

## 政治
马戈阿尔所属的省级选区为卡拉克县。

## 人口

1962-2008年间马戈阿尔人口变化图示

马戈阿尔于2022年1月1日时的人口数量为75人。